# Locras Valles
Le Locras Valles sono una struttura geologica della superficie di Marte.